# Philips Stadion
Philips Stadion este un stadion de fotbal de 35.000 de locuri din Eindhoven. A fost inaugurat pe 31 august 1913 și este folosit de clubul PSV Eindhoven și de Echipa națională de fotbal a Țărilor de Jos.